# Parlez-moi
Albums de Marie-Pier Perreault
Où la route mène
(2004)
Parlez-moi est le premier album solo de la chanteuse québécoise Marie-Pier Perreault, sorti en magasin le 29 octobre 2002. Plusieurs artistes québécois bien établis (Sylvain Cossette, Lynda Lemay, Catherine Durand, Matt Laurent, Martin Deschamps, Joe Bocan) ont offert à Marie-Pier des chansons originales pour ce premier disque.

## Titres
| No  | Titre                        | Durée |
| --- | ---------------------------- | ----- |
| 1.  | Besoin de chanter            | 4:26  |
| 2.  | Si j'me marie                | 4:30  |
| 3.  | Parlez-moi                   | 3:44  |
| 4.  | Apprendre à dire «je t'aime» | 3:53  |
| 5.  | Dans ma nacelle              | 3:43  |
| 6.  | Parfums du bout du monde     | 4:07  |
| 7.  | Papa, pourquoi tu cries?     | 4:25  |
| 8.  | Le pouvoir des fleurs        | 3:46  |
| 9.  | S'il vous plaît…             | 3:26  |
| 10. | M'envoler, papillon          | 4:12  |
| 11. | L'enfant au piano            | 3:23  |
| 12. | Ave Maria                    | 4:24  |